# Nașterea Venerei (pictură de Botticelli)
Nașterea Venerei (Afroditei) (în italiană: Nascita di Venere [ˈnaʃʃita di ˈvɛːnere]) este o pictură realizată de Sandro Botticelli în anul 1484, aflată la Galeria Uffizi, Florența. Este o reprezentare a zeiței Venus, născută din spuma mării, ca femeie matură (numită Venus Anadyomene).
Ca model i-a servit și în această pictură frumoasa italiană Simonetta Vespucci.

## Legenda nașterii zeiței

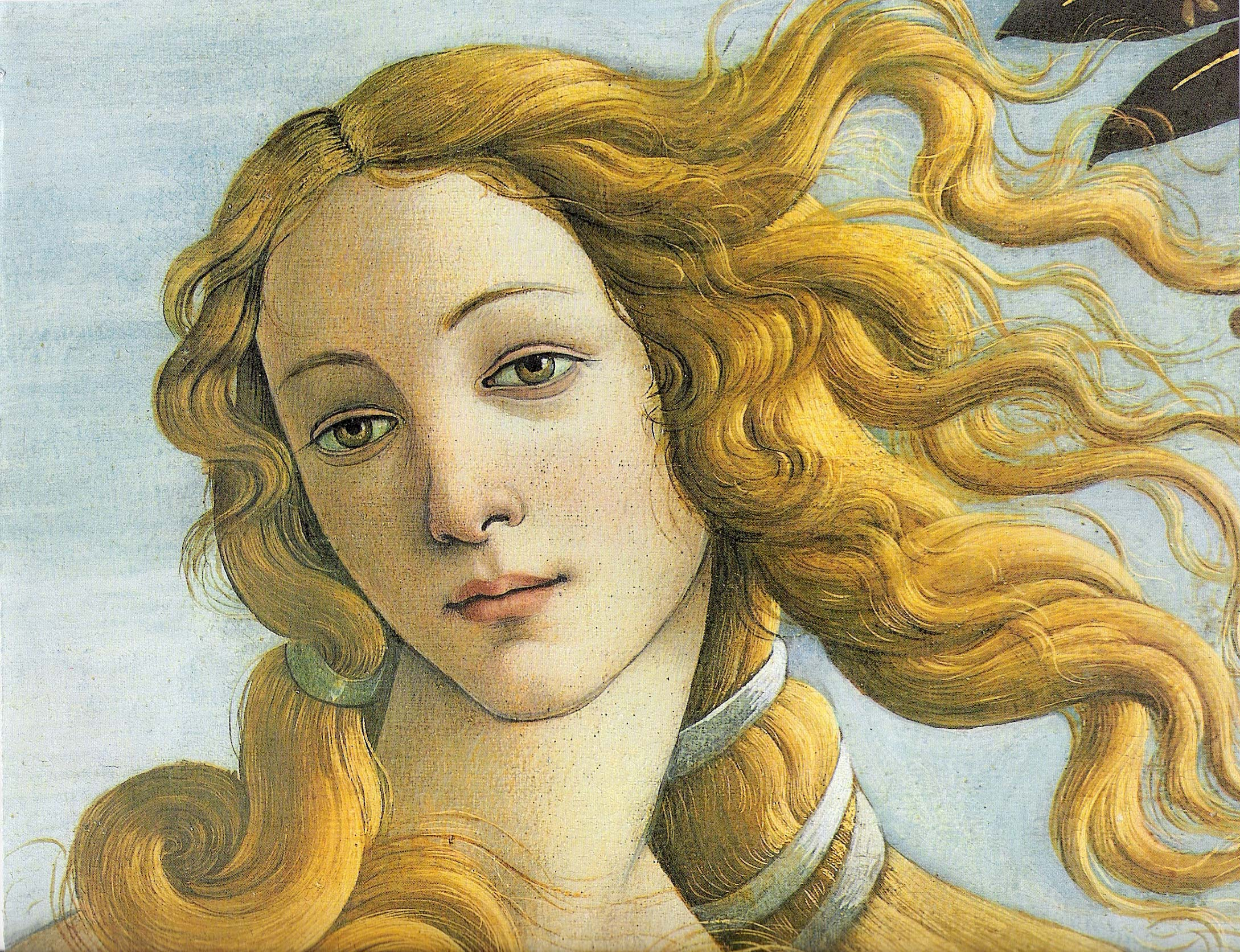
Detaliu: chipul Venerei.

Potrivit legendei mitologice zeița Venus (Afrodita) s-ar fi născut în locul numit „Petra tou Romiou“ („Piatra Romanului“) pe țărmul sudic al insulei Cipru, unde sunt așa-numitele „Stâncile Afroditei”. În acest loc unde ar fi căzut în apa mării înspumate organele genitale ale zeului Uranus, amputate de fiul său, Cronos. Din ele s-ar fi născut, in valurile mării învolburate, zeița dragostei Venus (Afrodita).
Legenda constituie tema mai multor tablouri pictate de artiști renumiți.

## Diverse
Acest tablou are două mici greșeli anatomice: gâtul prea lung și piciorul stâng prea umflat ale lui Venus.